# Биоскоп Парадизо
Биоскоп Парадизо (итал. Nuovo Cinema Paradiso) је драмски филм о одрастању из 1988. године, режисера и сценаристе Ђузепеа Торнатореа. Смештен у малом сицилијанском граду, филм се усредсређује на пријатељство између младог дечака и остарелог оператера који ради у насловном биоскопу. У овој италијанско-француској копродукцији главне улоге тумаче Филип Ноаре, Жак Перен, Антонела Антили, Пупела Мађо, Салваторе Кашо и Марко Леонарди. Филмску музику су компоновали Енио Мориконе и његов син Андреа, што је означило почетак сарадње између Торнатореа и Мориконеа која је трајала до Мориконеове смрти 2020. године.
Заслужан за ревитализацију италијанске филмске индустрије, филм је цитиран од стране часописа Empire као један од најбољих филмова свих времена. Постигао је комерцијални успех и освојио је неколико награда, укључујући Оскара за најбољи филм на страном језику и Гран при на Филмског фестивала у Кану. Био је номинован за 11 награда БАФТА, од којих је освојио пет; укључујући најбољег глумца (Филип Ноаре), најбољег споредног глумца (Салваторе Кашо), најбољи оригинални сценарио и најбољи филм на страном језику.

## Радња
У Риму 1988. године, Салваторе ди Вита, познати филмски режисер, враћа се кући касно једне вечери, где му његова девојка каже да га је његова мајка звала да каже да је неко по имену Алфредо умро. Салваторе бежи од преданих веза и није био у свом родном граду Ђанкалдо на Сицилији тридесет година. Док га девојка пита ко је био Алфредо, Салваторе не може да заспи и враћа се у детињство.
Неколико година након Другог светског рата, осмогодишњи Салваторе је несташни, интелигентни син ратне удовице. Под надимком Тото, открива љубав према филмовима и сваки слободан тренутак проводи у локалном биоскопу Парадизо. Иако су лоше почели, он развија пријатељство са средовечним оператером Алфредом, који му често дозвољава да гледа филмове из собе за пројекције. Током пројекција, публика се може чути како звижди јер недостају делови, због чега филмови нагло скачу, заобилазећи сцене са пољупцима или загрљајима. Локални свештеник, власник биоскопа, наредио је да се ови делови цензуришу, а избрисане сцене је Алфредо исекао из филмских колутова и нагомилао их на поду собе за пројекције, где их држи док их не споји назад на филм пре слања у следећи град.
Алфредо на крају учи Салватореа како да управља филмским пројектором. Једног дана, биоскоп Парадизо се запали док Алфредо после радног времена пројектује Ватрогасце из Вигијуа, на зиду оближње куће. Салваторе спасава Алфредов живот, али не пре него што нитратна ролна филма експлодира пред Алфредовим лицем, остављајући га трајно слепим. Биоскоп је обновио локалац Чичио Спакафико, који је уложио свој велики добитак на фудбалској лутрији. Салваторе, још увек дете, ангажован је као нови оператер, јер је он једина особа која зна да управља машинама.
Отприлике деценију касније, Салваторе, сада у средњој школи, и даље управља пројектором у новом биоскопу Парадизо. Његов однос са слепим Алфредом је ојачао, а Салваторе му се често обраћа за помоћ – савете које Алфредо често дели цитирајући класичне филмове. Салваторе је експериментисао са снимањем, користећи кућну филмску камеру; радећи то упознао је и снимио девојку по имену Елена Мендола, ћерку богатог банкара, и заљубио се у њу. Салваторе осваја Еленино срце, али је губи због неодобравања њеног оца.
Како се Елена и њена породица селе, Салваторе напушта град на обавезну војну службу (чак и ако би, као ратно сироче, требало да буде изузет од тога). Његови покушаји да пише Елени су безуспешни; његова писма се враћају као недостављена. По повратку из војске, Алфредо позива Салватореа да заувек напусти Ђанкалдо, саветујући му да је град сувише мали да би Салваторе икада могао да пронађе своје снове. Штавише, старац му каже, када Салваторе одлучи да оде, да мора свесрдно да следи своју судбину, никад се не осврћући и никада се не враћајући, чак ни у посету; никада не сме да се препусти носталгији, чак ни да пише или размишља о њима. У сузама се грле, а Салваторе напушта град да настави своју будућност филмског ствараоца.
Када се врати у садашњост, Салваторе схвата да је веома задовољан својим животом са професионалне тачке гледишта, али не и са личне, па одлучује да се врати кући да би присуствовао Алфредовој сахрани. Иако се град увелико променио, сада разуме зашто је Алфредо мислио да је важно да оде. Алфредова удовица му каже да је старац са поносом пратио Салватореове филмове и да му је оставио нешто: филмски колут без етикете и стару столицу на којој је Салваторе некада стајао кад би управљао пројектором. Салваторе сазнаје да ће биоскоп Парадизо бити срушен како би се направио паркинг. На сахрани препознаје лица многих људи који су долазили у биоскоп када је он био оператер.
Салваторе се враћа у Рим, гледа Алфредову колут и открива да садржи све романтичне сцене које је свештеник наредио Алфреду да исече из филмова; Алфредо је спојио секвенце да би формирао један филм болне жеље и похотног лудила. У последњим сценама, Салваторе се мири са прошлошћу са сузама у очима.

## Улоге
- Филип Ноаре као Алфредо
- Салваторе Кашо као Салваторе ди Вита (дечак)
  - Марко Леонарди као Салваторе ди Вита (тинејџер)
  - Жак Перен као Салваторе ди Вита (одрастао)
- Ањезе Нано као Елена Мендола
  - Брижит Фоси као Елена Мендола (одрасла)
- Антонела Атили као Марија ди Вита
  - Пупела Мађо као старија Марија ди Вита
- Енцо Канавале као Спакафико
- Иса Данијели као Ана
- Леополдо Тријесте као отац Аделфио
- Роберта Лена као Лија

## Продукција
Биоскоп Парадисо је сниман у родном граду редитеља Торнатореа, Багерији, на Сицилији, као и у Чефалуу на Тиренском мору. Градски трг у филму је Трг Умберта I у селу Палацо Адријано, око 30 миља јужно од Палерма. Биоскоп Парадизо је изграђен овде, са погледом на осмоугаону барокну фонтану, која датира из 1608. године.
Испричан углавном као флешбек успешног филмског редитеља Салватореа у годинама његовог детињства, филм такође прати причу о повратку у његово родно сицилијанско село на сахрану његовог старог пријатеља Алфреда, оператера у локалном биоскопу Парадизо. На крају, Алфредо служи као мудра очинска фигура свом младом пријатељу који само жели да га види како успева, чак и ако то значи да му сломи срце у том процесу.
Сматран примером „носталгичног постмодернизма”, филм преплиће сентименталност са комедијом, као и носталгију са прагматизмом. Истражује питања младости, одрастања и размишљања (у одраслом добу) о прошлости. Може се рећи да слике у сценама одражавају Салватореова идеализована сећања на његово детињство. Биоскоп Парадизо је такође прослава филмова; као оператер, млади Салваторе развија страст према филмовима која обликује његов животни пут у одраслом добу.

## Објављивање
Филм постоји у више верзија. Првобитно је објављен у Италији у трајању од 155 минута, али лош учинак на благајнама у својој матичној земљи довео је до тога да је скраћен на 124 минута за међународно издање; ова верзија је постигла успех. Међународна верзија освојила је специјалну награду жирија на Филмском фестивалу у Кану и Оскара за најбољи филм на страном језику 1989. године. Године 2002. објављена је редитељска верзија у трајању од 173 минута (позната у САД као Биоскоп Парадизо: Нова верзија), иако је ово била оригинална верзија која је премијерно приказана на фестивалу европских филмова, 29. септембра 1988. у Барију.

### Продужена верзија
У 173-минутној верзији филма, након сахране, Салваторе примећује адолесценткињу која личи на младу Елену. Он је прати док се она вози скутером до своје куће, што омогућава Салватореу да контактира своју давно изгубљену љубав Елену, за коју се открива да је мајка ове девојке. Салваторе је зове у нади да ће обновити њихову романсу; она га у почетку одбија, али касније се премишља и одлази код Салватореа, који је био на својој омиљеној локацији из детињства. Њихов састанак на крају доводи до вођења љубави у њеном аутомобилу. Он сазнаје да се удала за његовог познаника из школских година, који је постао локални политичар скромног имовинског стања. Након тога, осећајући се превареним, он настоји да обнови њихову везу, и док она наизглед жели да је то могуће, одбија његову понуду, бирајући да остане уз своју породицу и да остави њихову романсу у прошлости.
Током њихове заједничке вечери, фрустрирани Салваторе пита Елену зашто га никада није контактирала нити је оставила вест о томе где се њена породица преселила. Сазнаје да је разлог зашто су изгубили везу тај што ју је Алфредо замолио да га више не види, плашећи се да би Салваторово романтично испуњење само уништило оно што Алфредо види као Салваторову судбину – да буде успешан у свету филмова. Алфредо је покушао да је убеди да ако воли Салватореа, треба да га остави за његово добро. Елена објашњава Салватореу да је, противно Алфредовом упутству, тајно оставила поруку са својом адресом и обећањем бесмртне љубави и оданости. Салваторе схвата да ту поруку никада није пронашао и тако изгубио своју праву љубав пре више од тридесет година. Следећег јутра, Салваторе се враћа у пропадајући биоскоп Парадизо и махнито претражује гомиле старих филмских белешки закачених за зид собе за пројекције. Тамо, на полеђини једног од докумената, проналази руком писану белешку коју је Елена оставила тридесет година раније.
Филм се завршава тако што се Салваторе враћа у Рим и сузних очију гледа филмски колут који је Алфредо оставио.

## Кућни медији
Специјално издање филма на DVD-у објавио је Umbrella Entertainment у септембру 2006. године. DVD је био компатибилан са свим регионалним кодовима и укључивао је посебне карактеристике као што су биоскопски трејлер, продужена верзија, музика Енија Мориконеа и документарни филм о Ђузепеу Торнатореу.
Ново издање филма на DVDу- објавио је Umbrella Entertainment у фебруару 2009. године. Ово издање је такође компатибилно са свим регионалним кодовима и укључивало је различите специјалне карактеристике као што су трејлери, биографије глумаца и екипе и режисерова филмографија.
У јулу 2011, Umbrella Entertainment је објавио филм на Blu-ray формату. Arrow је 2017. издао специјално рестаурирано Blu-ray издање филма, са биоскопском и проширеном верзијом.
У јуну 2020. године, Arrow Films је најавио 4K UHD Blu-ray издање са оба горе поменута скраћења за септембар те године, иако је само 124-минутна биоскопска верзија била у 4K UHD формату, док је 174-минутна продужена верзија укључена само у Blu-ray формату.

## Пријем
Филм је постигао и критички и комерцијални успех, што је Торнатореа учинило међународно познатим, а многи филм данас сматрају класиком. Посебно је познат по монтажи „сцена љубљења” на крају филма. Освојивши Оскара за најбољи филм на страном језику 1989. године, филму се често приписује оживљавање италијанске филмске индустрије, која је касније продуцирала Медитеранео и Живот је леп. Филмски критичар Роџер Иберт дао је три и по звездице од четири биоскопској верзији и четири звездице од четири проширеној верзији, изјављујући: „Ипак, срећан сам што сам је видео – не као алтернативну верзију, већ као врхунску вежбу у гледању избрисаних сцена”. Међутим, иако је дао већу оцену проширеној верзији, Иберт је тврдио да је биоскопска верзија супериорна: „Морам признати да је краћа верзија Биоскопа Парадизо бољи филм од дужег.”
На сајту Rotten Tomatoes филм има рејтинг одобравања од 90% на основу 80 рецензија, са просечном оценом 8,00/10. Консензус критичара сајта гласи: „Биоскоп Парадизо је ода моћи младости, носталгији и самим филмовима.” Филм такође има оцену 80/100 на основу 21 критике на сајту Metacritic, што указује на „генерално повољне критике”. Филм је рангиран на 27. месту листе часописа Empire „100 најбољих филмова у свету биоскопа” 2010. године. Чувена монтажа „сцене пољубаца” на крају филма коришћена је у епизоди „Stealing First Base” серије Симпсонови која је емитована 21. марта 2010, током двадесет прве сезоне. Сцена је користила Мориконову „Љубавну тему” и укључивала је анимиране клипове познатих филмских пољубаца, укључујући сцене коришћене у Биоскопу Парадизо, као и у савременим филмововима који нису приказани у оригиналном филму. Песма „Take the Time” са албума Images and Words америчког прогресивног метал бенда Dream Theater из 1992. садржи реченицу коју је Алфредо изговорио после пожара: „ora che ho perso la vista, ci vedo di più! (Сада кад сам слеп много јасније видим)”.
Филм је два пута објављиван у Италији пре победе у Кану и оба пута је био неуспешан на благајнама. Након победе у Кану поново је објављен и имао је стабилан учинак, међутим, након успеха на Оскарима, поново је објављен и показао се знатно боље, зарадивши 5,3 милиона долара у Италији. У Француској се филм приказивао више од годину дана и зарадио је преко 19 милиона долара. У САД и Канади је зарадио 12,3 милиона долара.

### Награде
- 1989: Кански филмски фестивал
  - Гран при (изједначен са филмом Превише лепа за тебе)[22]
- 1989: Награде Златни глобус
  - Најбољи филм на страном језику[23]
- 1989: Оскар
  - Најбољи филм на страном језику[4]
- 1990: Награде Сезар
  - Најбољи постер: Жуино Бурдуж
- 1991: Награде БАФТА[24]
  - Најбољи филм на страном језику
  - Најбољи глумац: Филип Ноаре
  - Најбољи споредни глумац: Салваторе Кашо
  - Најбољи оригинални сценарио: Ђузепе Торнаторе
  - Најбоља филмска музика: Енио Мориконе и Андреа Мориконе

### Даље читање
- Bondanella, Peter E. (1. 1. 2001). Italian Cinema: From Neorealism to the Present. Continuum International Publishing. ISBN 978-0826412478.
- Marcus, Millicent Joy (24. 4. 2002). After Fellini: National Cinema in the Postmodern Age. JHU Press. ISBN 978-0801868474.